# Projecció de Peters

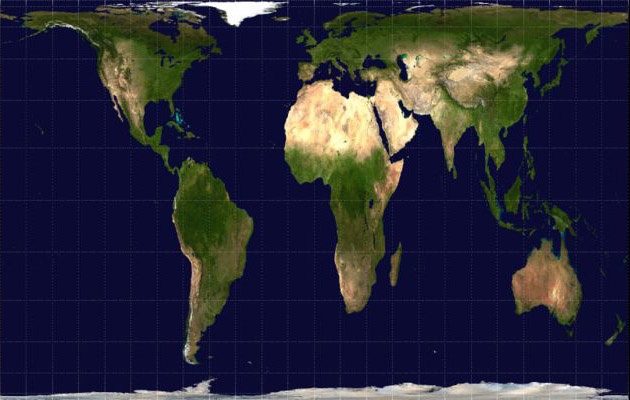
Projecció Gall-Peters de la Terra

La projecció de Peters, correctament anomenada projecció de Gall-Peters, és una manera alternativa de representar la terra sobre un pla. Fou proposat pel cartògraf alemany Arno Peters el 1974. Ell mateix edità un atles basat en aquesta cartografia el 1990. Es feu una edició en castellà d'aquest atles el 2002.
La projecció de Peters posava en dubte la representació tradicional dels mapes del món, basada en la projecció de Mercator, que ell deia que responia a la mentalitat euro-cèntrica dels cartògrafs. La seva proposta fou representar el mapa de tal manera que les àrees dibuixades en el mapa fossin proporcionals a les àrees reals.